# Ansong
Ansong je jihokorejské město. Nachází se v severozápadní části území v provincii Kjonggi.

## Historie
Za časů království Silla se na místě dnešního Ansongu nacházela osada Nehehol. Ansong byl vytvořen 29. prosince 1913 sloučením tří menších sídel. V roce 1998 byl Ansongu udělen status města (si).

## Administrativní rozdělení
Ansong je rozdělený na 1 město nazývané "up" (읍), 11 obcí "mjon" (면) a 3 obvody "dong" (동).
- Kongdo-up (공도읍)
- Čunsan-mjon (죽산면)
- Ildžuk-mjon (일죽면)
- Jangsong-mjon (양성면)
- Kosam-mjon (고삼면)
- Kumgwang-mjon (금광면)
- Mijang-mjong (미양면)
- Pogä-mjon (보개면)
- Samdžuk-mjon (삼죽면)
- Soun-mjon (서운면)
- Tädok-mjon (대덕면)
- Wongok-mjon (원곡면)
- Ansong-dong 1 (안성1동)
- Ansong-dong 2 (안성2동)
- Ansong-dong 3 (안성3동)